# Weishan (Dali)

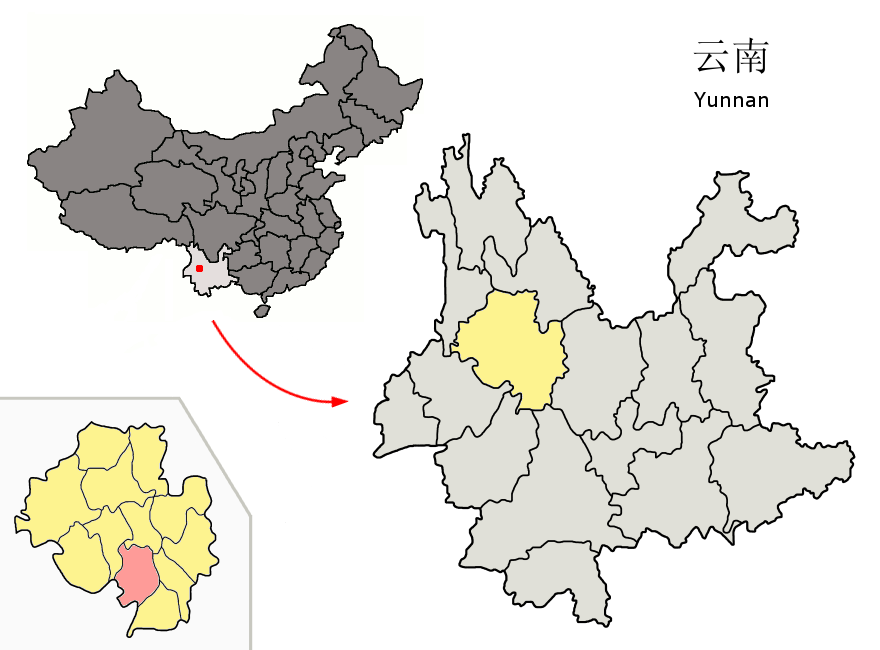
Lage des autonomen Kreises Weishan der Yi und Hui im autonomen Bezirk Dali der Bai

Der Kreis Weishan (巍山县), mit vollem Namen autonomer Kreis Weishan der Yi und Hui (巍山彝族回族自治县,  Wēishān Yízú Huízú Zìzhìxiàn), liegt im autonomen Bezirk Dali der Bai (大理白族自治州) in der chinesischen Provinz Yunnan.
Er hat eine Fläche von 2.181 km² und zählt 267.474 Einwohner (Stand: Zensus 2020). Sein Hauptort ist die Großgemeinde Nanzhao (南诏镇).

## Administrative Gliederung
Der Kreis setzt sich auf Gemeindeebene aus vier Großgemeinden und sechs Gemeinden zusammen. Diese sind:
- Großgemeinde Nanzhao (南诏镇)
- Großgemeinde Miaojie (庙街镇)
- Großgemeinde Dacang (大仓镇)
- Großgemeinde Yongjian (永建镇)

- Gemeinde Weibaoshan (巍宝山乡)
- Gemeinde Ma’anshan (马鞍山乡)
- Gemeinde Zijin (紫金乡)
- Gemeinde Niujie (牛街乡)
- Gemeinde Qinghua (青华乡)
- Gemeinde Wuyin (五印乡)